# Seznam medailistů na mistrovství Evropy v ledolezení
Přehled všech medailistů na mistrovstvích Evropy v ledolezení, které se prvně uskutečnilo v roce 2012 následně se konalo každé dva roky a od roku 2020 se koná každoročně.

## Muži

### Obtížnost
| Rok     | Zlato                                           | Stříbro                     | Bronz                     |
| ------- | ----------------------------------------------- | --------------------------- | ------------------------- |
| ME 2012 | Maxim Tomilov (RUS)                             | Ivan Ljuljukin (RUS)        | Valentyn Sypavin (UKR)    |
| ME 2014 | Alexej Tomilov (RUS)                            | Maxim Tomilov (RUS)         | Nikolaj Kuzovlev (RUS)    |
| ME 2016 | Janez Svoljšak (SLO)                            | Yannick Glatthard (SUI)     | Alexej Tomilov (RUS)      |
| ME 2018 | Nikolaj Kuzovlev (RUS)                          | Maxim Tomilov (RUS)         | Alexej Maršalov (RUS)     |
| ME 2020 | Louna Ladevant (FRA)                            | Nikolaj Kuzovlev (RUS)      | Dmitrij Grebennikov (RUS) |
| ME 2021 | Louna Ladevant (FRA)                            | Nikolaj Kuzovlev (RUS)      | Tristan Ladevant (FRA)    |
| ME 2022 | Georgij Duplinskij (RUS) Nikolaj Kuzovlev (RUS) | medaile neudělena           | Vadim Malšukov (RUS)      |
| ME 2023 | Louna Ladevant (FRA)                            | Benjamin Bosshard (SUI)     | Tristan Ladevant (FRA)    |
| ME 2025 | Benjamin Bosshard (SUI)                         | Jonathan Arthur Brown (SUI) | Louna Ladevant (FRA)      |

### Rychlost
| Rok     | Zlato                   | Stříbro                     | Bronz                  |
| ------- | ----------------------- | --------------------------- | ---------------------- |
| ME 2012 | Pavel Guljajev (RUS)    | Kirill Kolčegošev (RUS)     | Nikolaj Šved (RUS)     |
| ME 2014 | Ivan Spicyn (RUS)       | Alexej Vagin (RUS)          | Nikolaj Kuzovlev (RUS) |
| ME 2016 | Radomir Proščenko (RUS) | Jegor Trapeznikov (RUS)     | Pavel Batušev (RUS)    |
| ME 2018 | Nikita Glazyrin (RUS)   | Anton Sucharev (RUS)        | Maxim Vlasov (RUS)     |
| ME 2020 | Anton Nemov (RUS)       | Vadim Malšukov (RUS)        | Nikita Glazyrin (RUS)  |
| ME 2021 | Danila Bikulov (RUS)    | Anton Nemov (RUS)           | Vladislav Jurlov (RUS) |
| ME 2022 | Anton Nemov (RUS)       | Danila Bikulov (RUS)        | Pavel Šubin (RUS)      |
| ME 2023 | Florian Gantner (LIE)   | Pauli Salminen (FIN)        | David Bouffard (ROU)   |
| ME 2025 | Florian Gantner (LIE)   | Jonathan Arthur Brown (SUI) | Andreas Gantner (LIE)  |

## Ženy

### Obtížnost (ženy)
| Rok     | Zlato                     | Stříbro                    | Bronz                           |
| ------- | ------------------------- | -------------------------- | ------------------------------- |
| ME 2012 | Angelika Rainer (ITA)     | Anna Galljamovová (RUS)    | Marija Tolokoninová (RUS)       |
| ME 2014 | Marija Tolokoninová (RUS) | Mariam Filippovová (RUS)   | Naděžda Galljamovová (RUS)      |
| ME 2016 | Petra Klinglerová (SUI)   | Mariam Filippovová (RUS)   | Jekatěrina Vlasovová (RUS)      |
| ME 2018 | Marija Tolokoninová (RUS) | Jekatěrina Vlasovová (RUS) | Marija Edlerová (RUS)           |
| ME 2020 | Marija Tolokoninová (RUS) | Sina Goetzová (SUI)        | Marion Thomasová (FRA)          |
| ME 2021 | Marija Tolokoninová (RUS) | Sina Goetzová (SUI)        | Jekatěrina Vlasová (RUS)        |
| ME 2022 | Marija Tolokoninová (RUS) | Jekatěrina Vlasová (RUS)   | Daria Glotová (RUS)             |
| ME 2023 | Petra Klinglerová (SUI)   | Eimir McSwigganová (IRL)   | Vivien Labarileová (SUI)        |
| ME 2025 | Sina Goetzová (SUI)       | Vivien Labarileová (SUI)   | Marianne van der Steenová (NED) |

### Rychlost (ženy)
| Rok     | Zlato                          | Stříbro                      | Bronz                     |
| ------- | ------------------------------ | ---------------------------- | ------------------------- |
| ME 2012 | Mariam Filippovová (RUS)       | Marija Tolokoninová (RUS)    | Julija Olejnikovová (RUS) |
| ME 2014 | Jekatěrina Feoktistovová (RUS) | Marija Tolokoninová (RUS)    | Marija Krasavinová (RUS)  |
| ME 2016 | Marija Tolokoninová (RUS)      | Jekatěrina Koščejevová (RUS) | Mariam Filippovová (RUS)  |
| ME 2018 | Valerija Bogdanová (RUS)       | Marija Tolokoninová (RUS)    | Natalja Běljajevová (RUS) |
| ME 2020 | Irina Dubovcevová (RUS)        | Marija Tolokoninová (RUS)    | Valerija Bogdanová (RUS)  |
| ME 2021 | Marija Tolokoninová (RUS)      | Irina Dubovcevová (RUS)      | Valerija Bogdanová (RUS)  |
| ME 2022 | Natalja Savická (RUS)          | Irina Dubovcevová (RUS)      | Julia Filateva (RUS)      |
| ME 2023 | Vivien Labarile (SUI)          | Lorena Becková (LIE)         | Olga Koseková (POL)       |
| ME 2025 | Olga Koseková (POL)            | Aneta Loužecká (CZE)         | Lorena Becková (LIE)      |